# ひかり荘
ひかり荘（ひかりそう）は、無料動画ポータルサイト「casTY（キャスティ）」のコンテンツ。実在するタレントアパートから、お笑い芸人、タレントやミュージシャンによる配信、占いなどのオリジナル番組を動画配信し、無料で視聴できるインターネットテレビであった。2007年10月28日付でひかり荘の全レギュラー番組が休止し、2008年2月29日をもって全サービスを終了した。

## 概要
- 配信形式はWindows Media Playerによるストリーミングで、配信帯域は256kbps。
- ライブ動画と電子掲示板（BBS）を通じて配信者と会話できる独自のブロードバンドコミュニケーションサービスを展開。無料で視聴できたが、電子掲示板への書き込みには「casTYコミュユーザー登録（無料）」が必要だった。
- アパートの部屋毎にチャンネル（「案内人室」、「○○○号室」と呼んでいる）を設けていた。

## かつてあった番組

### ひかりバラエティ
- 嘉門達夫の生ネタ道場 - 嘉門達夫
- 石田靖・さとう珠緒の上っ面トーク - 石田靖・さとう珠緒
- 寺田恵子の全日本ハードロック化計画 - 寺田恵子
- 山田雅人のひかりバラエティ - 山田雅人
- 村田とめ吉の気サクに生トーク - 村田とめ吉
- 吉野紗香のやるっきゃNIGHT! - 吉野紗香
- クラシックピアニスト樋口あゆ子のピアノを語りましょう - 樋口あゆ子

### よしもとワイド
- 石田靖と意外な仲間たち - 石田靖
- 千原せいじのせいじBar - 千原せいじ
- 千原ジュニアの大喜利「題と解」 - 千原ジュニア
- 2丁拳銃の撃ちっぱなし - 2丁拳銃
- 佐久間一行のよしもとワイド - 佐久間一行
- トータルテンボスのよしもとワイド - トータルテンボス
- ニブンノゴ!の『ニブハピ!』 - ニブンノゴ!
- ハローバイバイのよしもとワイド - ハローバイバイ
- 永井佑一郎のよしもとワイド - 永井佑一郎
- ひかりをあてろ!発掘ネクストミュージック - あべこうじ
- キングコング西野の『ろくでもない夜』 - 西野亮廣
- よしもとオールナイト - 吉本興業若手芸人

### 格闘技ナビ
- ユウキロックのゴールデンアームボンバー!! - ユウキロック
- 池田聡の柔術パラダイス - 池田聡
- JDスター女子プロレス 風香と生トーク!! - 風香

### エッグアイドルHyper（アイドル達のライブチャット番組）
- 相澤亜希
- 石井ひな
- 石井寛子
- 伊藤みく
- 一戸奈美
- 加藤沙耶香
- 吉川麻衣子
- 木ノ下もこ
- 喜屋武ちあき
- 工藤亜耶
- 杉原杏璃
- 竹内のぞみ
- 友井恵梨
- 未来(みくる)
- 桃瀬麻美
- 森幸子
- 森本さやか
- 弓原七海
- 安藤成子×湯之上知子×りりあん
- まりか

等々

### 10日間住み込み企画(個々でノルマを決めそれを達成する為泊り込んでの24時間生配信)
- 294
- 久手堅やすき
- このみ
- 小田原彩
- 増水亜由未

等々

### その他（定期配信者）
- 朝倉みず希
- 川畑麻衣
- KINYA
- 月光エデン
- こばやしゆうき
- しばた歩実
- 島田和菜
- 鈴木ニコ
- ののこ
- 東出典子
- MISAKI (伊達あい)
- 夢紗
- 芙咲由美恵（ふわらゆみえ）
- 山﨑賢太
- 美月人美
- 大江健次(こりゃめでてーな)
- ブータン大統領
- 村田とめ吉

等々